# Заложници
„Заложници“ (на английски: Detention) е американско-канадски екшън филм от 2003 година на режисьора Сидни Дж. Фюри. Във филма участват Долф Лундгрен в ролята си на учителя Сам Декър и Алекс Карзис в ролята на Честър Ламб. Във филма още участват Ката Добо, Корей Севиер, Дов Тийфенбах, Лари Дей, Шон Робъртс, Дженифър Бакстър и др. Филмът излиза на екран от 5 юли 2003 г.

## В ролите
| Изпълнител    | Роля          |
| ------------- | ------------- |
| Долф Лундгрен | Сам Декър     |
| Алекс Карзис  | Честър Ламб   |
| Ката Добо     | Глория Уейлън |
| Корей Совиер  | Мик Аштън     |
| Дов Тийфенбах | Уили Лопез    |
| Крис Колинс   | Хоги Хогард   |
| Мфо Коахо     | Джей Ти Бароу |
| Лари Дей      | Ърл Хендорф   |

## „Заложници“ В България
В България първоначално е издаден на DVD от Diema Vision на 28 юли 2004 г., а по-късно е излъчен по Диема Екстра на 28 октомври 2005 г. Екипът се състои от:
| Озвучаващи артисти | Силвия Русинова Виктория Буреш Борис Чернев Васил Бинев Симеон Владов |
| Преводач           | Златина Тенева                                                        |
| Тонрежисьор        | Стефан Дучев                                                          |